# سیارک ۱۳۴۰۵
سیارک ۱۳۴۰۵ (به انگلیسی: 13405 Dorisbillings، نامگذاری:1999ST1) سیزده هزار و چهارصد و پنجمین سیارک کشف شده‌است که در ۲۱ سپتامبر ۱۹۹۹ کشف شد.
قدر مطلق سیارک برابر ۱۳٫۸۰ است.